# Plop, Hunedoara
Plop este un sat în comuna Ghelari din județul Hunedoara, Transilvania, România.

## Localizare
Satul Plop face parte din comuna Ghelari din Ținutul Pădurenilor din județul Hunedoara, fiind situat la 6 km de reședința de comună localitatea Ghelari.

## Populație
În urma recensământului din 2004 existau 53 de locuitori.

## Imagini

Plop în Harta Iosefină a Transilvaniei, 1769-1773